# Grand Prix automobile de Grande-Bretagne 2018
GP précédent GP suivant
Le Grand Prix automobile de Grande-Bretagne 2018 (Formula 1 2018 Rolex British Grand Prix) disputé le 8 juillet 2018 sur le circuit de Silverstone, est la 986e épreuve du championnat du monde de Formule 1 courue depuis 1950, à l'endroit où se disputa aussi la première d'entre-elles. Il s'agit de la 69e édition du Grand Prix de Grande-Bretagne comptant pour le championnat du monde de Formule 1, la cinquante-deuxième disputée sur le circuit de Silverstone et la dixième manche du championnat 2018.
La 76e pole position de Lewis Hamilton est également sa 50e avec Mercedes Grand Prix et sa 4e consécutive à Silverstone. En partant pour la sixième fois en tête dans son Grand Prix national, il rejoint Ayrton Senna qui avait réalisé cette performance en 1986, de 1988 à 1991 puis en 1994, au Grand Prix du Brésil. Devancé de 57 millièmes de seconde par Sebastian Vettel après leur première tentative lors de la dernière phase qualificative, le quadruple champion du monde britannique fait montre de tout son talent pour finalement battre son rival de 44 millièmes de seconde. Kimi Räikkönen et Valtteri Bottas ne sont pas loin et partent de la deuxième ligne alors qu'en troisième ligne, les pilotes Red Bull Racing, Max Verstappen et Daniel Ricciardo sont repoussés à presque une seconde. Kevin Magnussen et Romain Grosjean, coéquipiers chez Haas F1 Team, occupent la quatrième ligne tandis que le novice Charles Leclerc atteint pour la seconde fois de sa carrière la phase finale des qualifications et part en cinquième ligne, devant Esteban Ocon.
Sebastian Vettel remporte sa quatrième victoire de la saison et rejoint Alain Prost au troisième rang du palmarès des vainqueurs de Grand Prix avec un cinquante-et-unième succès au terme des 52 tours du tracé de Silverstone. Son excellent départ lui permet de bondir en tête alors que Lewis Hamilton patine et se fait dépasser par son coéquipier Valtteri Bottas ; Hamilton est ensuite expédié en tête-à-queue par Kimi Räikkönen dès le troisième virage et doit repartir en queue de peloton. Une série de dépassements lui permet de revenir rapidement aux avant-postes ; il est ainsi sixième après onze tours ; Räikkönen, jugé responsable de l'accrochage, observe sa pénalité de dix secondes au 14e tour, repart onzième, et remonte lui aussi vers les gros points. Au vingt-et-unième tour, lors du changement de pneumatiques, Vettel laisse les commandes à Bottas pour un tour. À vingt boucles de l'arrivée, Marcus Ericsson écrase sa Sauber dans le mur de pneus et provoque la première sortie de la voiture de sécurité. Le pilote Ferrari plonge dans les stands pour chausser des gommes tendres alors que Bottas reste en piste avec ses médiums et prend la tête. À peine la meute relancée, Carlos Sainz Jr. tente de dépasser Romain Grosjean ; ils s'accrochent et la voiture de sécurité revient en piste. Au quarante-et-unième tour, la course est définitivement relancée avec Bottas devant Vettel et Hamilton, suivis par Max Verstappen, Kimi Räikkönen et Daniel Ricciardo. En difficulté avec ses pneus dégradés, Bottas est surpris par un freinage tardif du pilote allemand à l'intérieur du virage de Luffield au quarante-septième tour,  puis cède aux assauts de Hamilton et de Räikkönen. Verstappen abandonne sur panne de boîte de vitesses. Vettel l'emporte devant Hamilton et Räikkönen, Bottas finit quatrième, chassé par Ricciardo ; Nico Hülkenberg, sixième, précède Esteban Ocon, Fernando Alonso (qui finit dans les points pour la 200e fois de sa carrière), Kevin Magnussen et Pierre Gasly ; ce dernier est ensuite pénalisé de cinq secondes pour avoir accroché Sergio Pérez en le dépassant et le pilote Mexicain récupère le point de la dixième place. Cette course marque la fin d'une série pour Mercedes,  invaincu à Silverstone depuis 2013 et pour Hamilton qui restait sur quatre succès consécutifs devant son public. « Ahaha, on a gagné chez eux ! » lâche Sebastian Vettel à la radio dans son tour d'honneur.  
Au classement du championnat du monde, Sebastian Vettel (171 points) prend une avance de huit points sur Hamilton (163 points), Kimi Räikkönen conforte sa troisième place (116 points) devant Ricciardo (106 points), Bottas (104 points) et Verstappen (resté à 93 points).   Ferrari (287 points) augmente son avance sur Mercedes (267 points) et Red Bull Racing (199 points) ; suivent Renault (70 points), Haas (51 points),  Force India (49 points) qui passe devant McLaren (48 points), puis Scuderia Toro Rosso (19 points), Sauber (16 points) et Williams (4 points).

## Pneus disponibles
| Pneus pour piste sèche | Pneus pour piste sèche | Pneus pour piste sèche | Pneus pluie    | Pneus pluie |
| ---------------------- | ---------------------- | ---------------------- | -------------- | ----------- |
| Tendres                | Medium                 | Dur                    | Intermédiaires | Pluie       |

## Essais libres

### Première séance, le vendredi de 10 h à 11 h 30

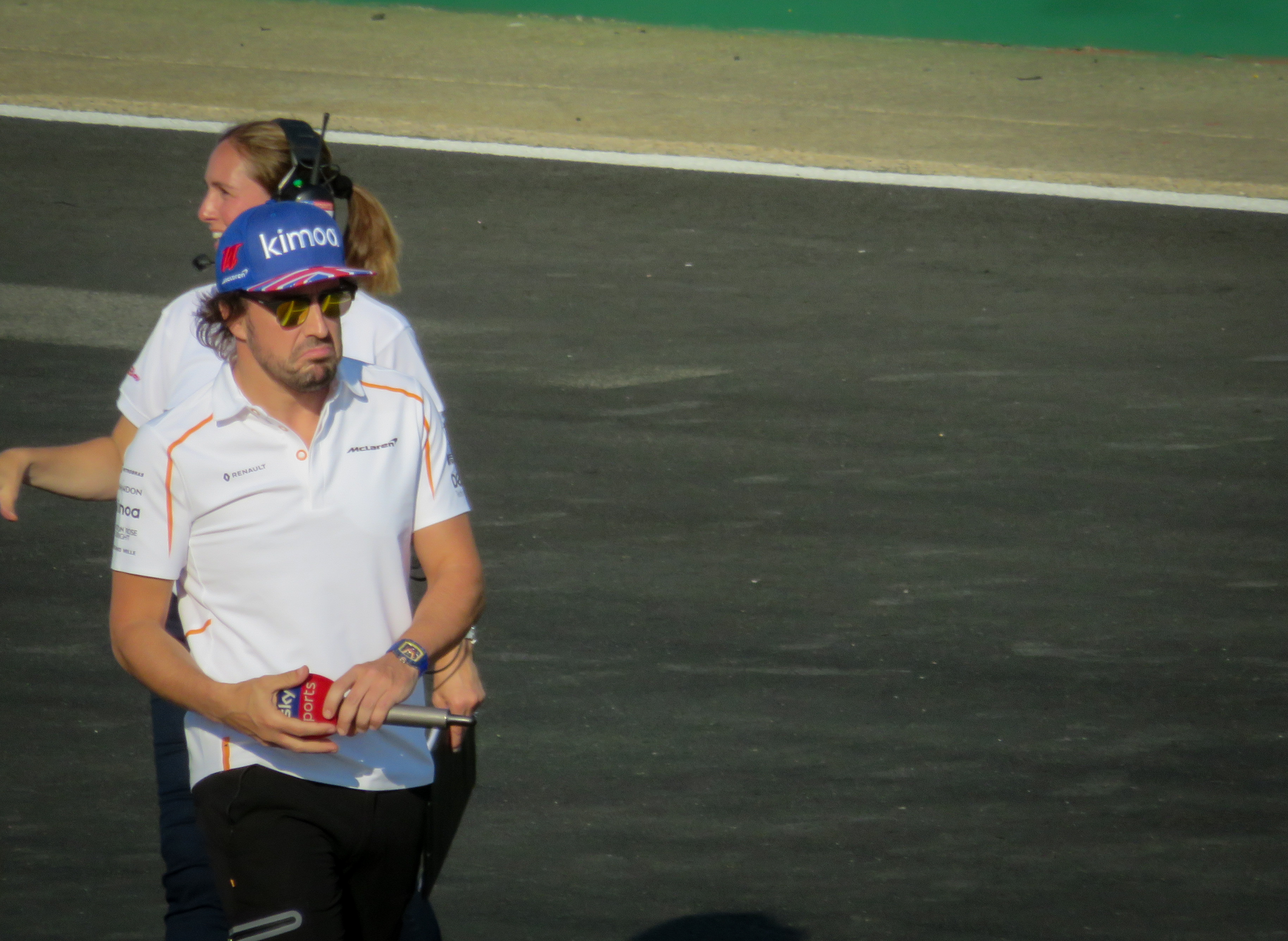
Fernando Alonso au Grand Prix de Grande-Bretagne 2018.

| Pos. | Pilote           | Voiture            | Chrono         | Écart     |
| ---- | ---------------- | ------------------ | -------------- | --------- |
| 1    | Lewis Hamilton   | Mercedes           | 1 min 27 s 487 |           |
| 2    | Valtteri Bottas  | Mercedes           | 1 min 27 s 854 | + 0 s 367 |
| 3    | Sebastian Vettel | Ferrari            | 1 min 27 s 998 | + 0 s 511 |
| 4    | Daniel Ricciardo | Red Bull-TAG Heuer | 1 min 28 s 144 | + 0 s 657 |
| 5    | Kimi Räikkönen   | Ferrari            | 1 min 28 s 218 | + 0 s 731 |
| 6    | Max Verstappen   | Red Bull-TAG Heuer | 1 min 28 s 325 | + 0 s 838 |

### Deuxième séance, le vendredi de 14 h à 15 h 30
| Pos. | Pilote           | Voiture            | Chrono         | Écart     |
| ---- | ---------------- | ------------------ | -------------- | --------- |
| 1    | Sebastian Vettel | Ferrari            | 1 min 27 s 552 |           |
| 2    | Lewis Hamilton   | Mercedes           | 1 min 27 s 739 | + 0 s 187 |
| 3    | Valtteri Bottas  | Mercedes           | 1 min 27 s 909 | + 0 s 357 |
| 4    | Kimi Räikkönen   | Ferrari            | 1 min 28 s 045 | + 0 s 493 |
| 5    | Daniel Ricciardo | Red Bull-TAG Heuer | 1 min 28 s 408 | + 0 s 856 |
| 6    | Fernando Alonso  | McLaren-Renault    | 1 min 29 s 306 | + 1 s 754 |

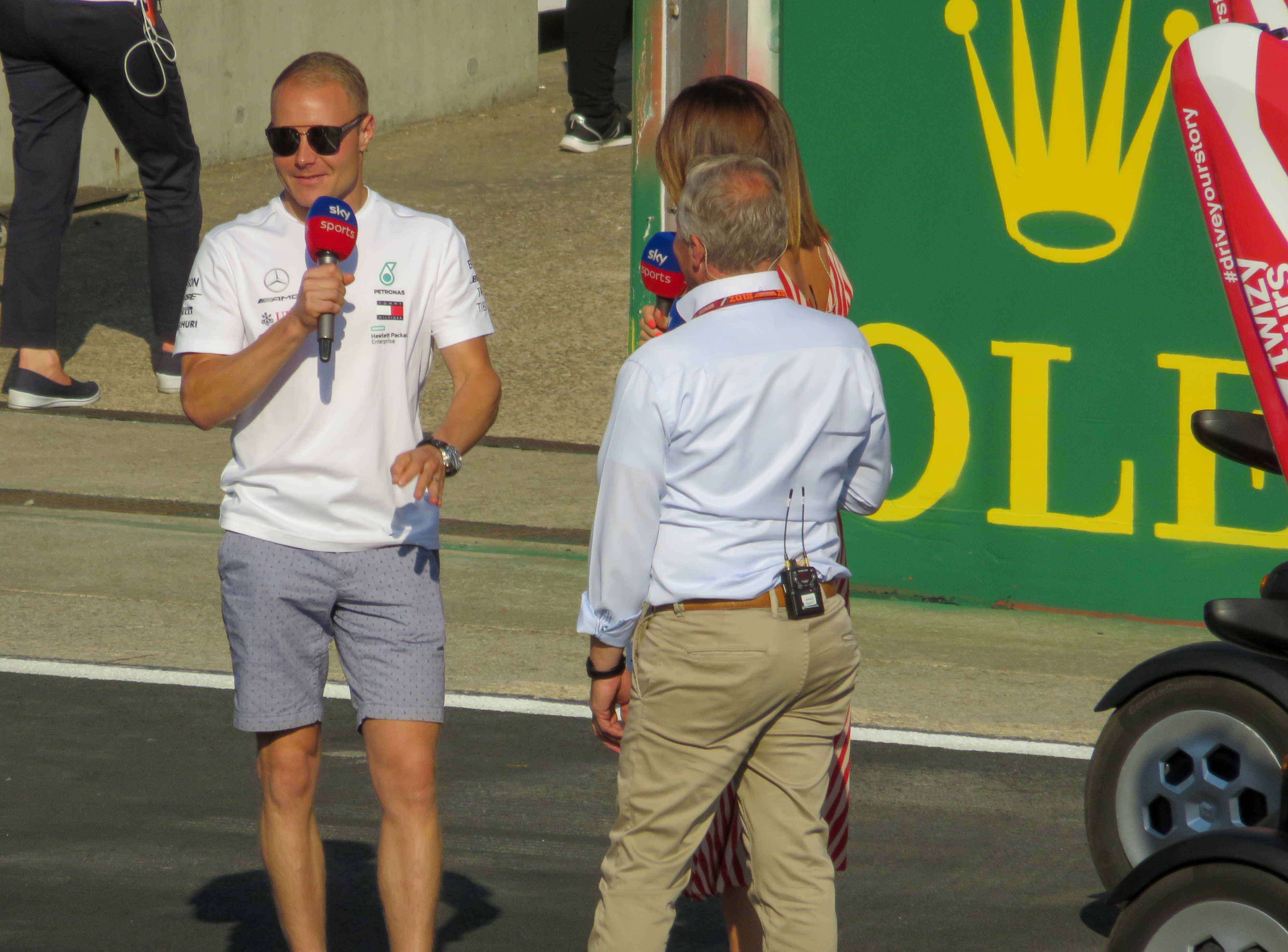
Valtteri Bottas interviewé par Johnny Herbert au Grand Prix de Grande-Bretagne 2018.

- Après sa sortie de piste lors de la première session des essais libres conduisant à un changement de châssis, Romain Grosjean doit déclarer forfait pour la deuxième séance[4],[5].

### Troisième séance, le samedi de 11 h à 12 h

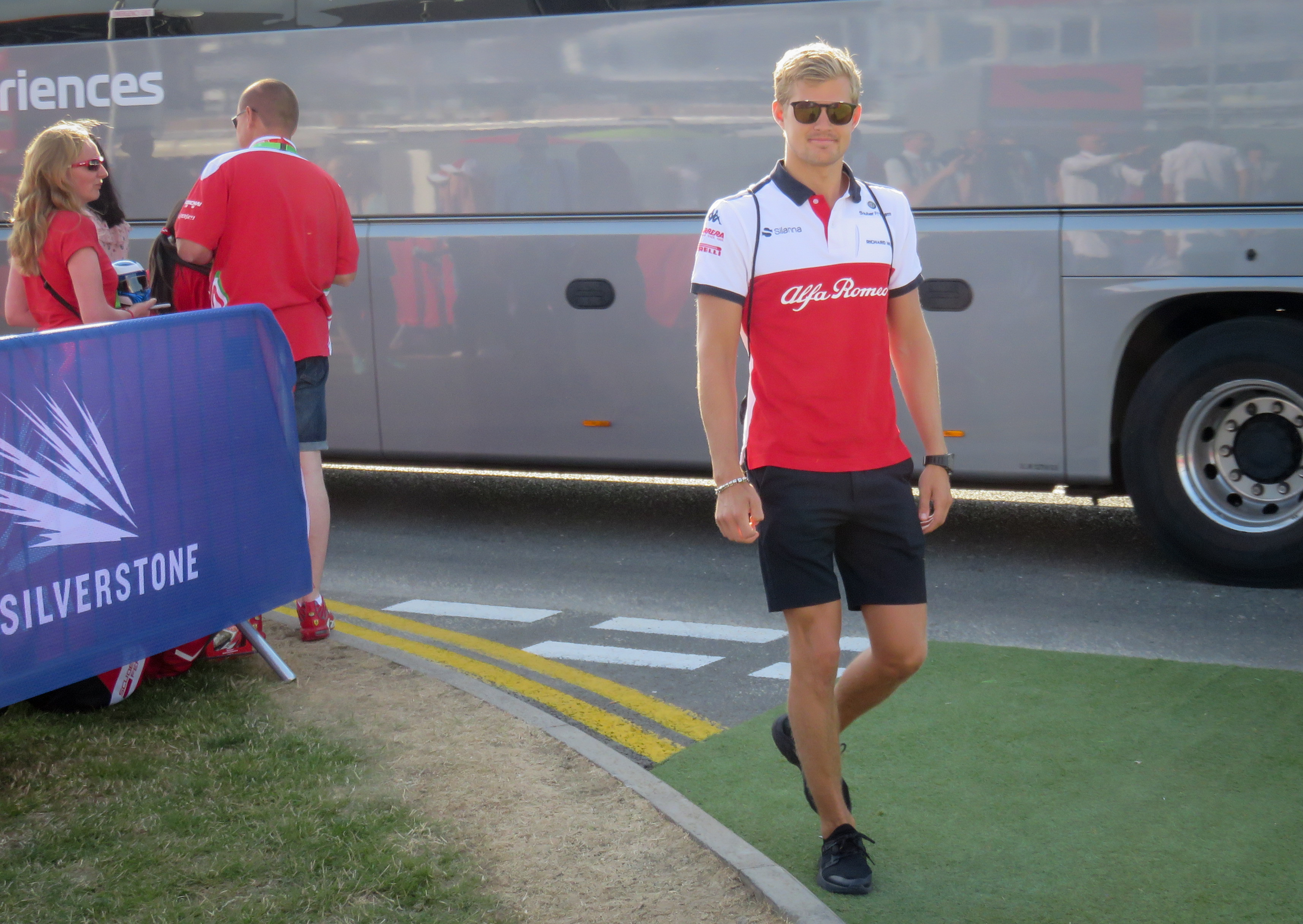
Marcus Ericsson au Grand Prix de Grande-Bretagne 2018.

| Pos. | Pilote           | Voiture            | Chrono         | Écart     |
| ---- | ---------------- | ------------------ | -------------- | --------- |
| 1    | Lewis Hamilton   | Mercedes           | 1 min 26 s 722 |           |
| 2    | Kimi Räikkönen   | Ferrari            | 1 min 26 s 815 | + 0 s 093 |
| 3    | Valtteri Bottas  | Mercedes           | 1 min 27 s 364 | + 0 s 642 |
| 4    | Sebastian Vettel | Ferrari            | 1 min 27 s 851 | + 1 s 129 |
| 5    | Max Verstappen   | Red Bull-TAG Heuer | 1 min 28 s 012 | + 1 s 290 |
| 6    | Daniel Ricciardo | Red Bull-TAG Heuer | 1 min 28 s 018 | + 1 s 296 |

## Séance de qualifications

### Résultats des qualifications
| Pos.                                                                                      | Pilote            | Écurie               | Qualifications 1 | Qualifications 2 | Qualifications 3 |
| ----------------------------------------------------------------------------------------- | ----------------- | -------------------- | ---------------- | ---------------- | ---------------- |
| 1                                                                                         | Lewis Hamilton    | Mercedes             | 1 min 26 s 818   | 1 min 26 s 256   | 1 min 25 s 892   |
| 2                                                                                         | Sebastian Vettel  | Ferrari              | 1 min 26 s 585   | 1 min 26 s 372   | 1 min 25 s 936   |
| 3                                                                                         | Kimi Räikkönen    | Ferrari              | 1 min 27 s 549   | 1 min 26 s 483   | 1 min 25 s 990   |
| 4                                                                                         | Valtteri Bottas   | Mercedes             | 1 min 27 s 025   | 1 min 26 s 413   | 1 min 26 s 217   |
| 5                                                                                         | Max Verstappen    | Red Bull-TAG Heuer   | 1 min 27 s 309   | 1 min 27 s 013   | 1 min 26 s 602   |
| 6                                                                                         | Daniel Ricciardo  | Red Bull-TAG Heuer   | 1 min 27 s 979   | 1 min 27 s 369   | 1 min 27 s 099   |
| 7                                                                                         | Kevin Magnussen   | Haas-Ferrari         | 1 min 28 s 143   | 1 min 27 s 730   | 1 min 27 s 244   |
| 8                                                                                         | Romain Grosjean   | Haas-Ferrari         | 1 min 28 s 086   | 1 min 27 s 522   | 1 min 27 s 455   |
| 9                                                                                         | Charles Leclerc   | Sauber-Ferrari       | 1 min 27 s 962   | 1 min 27 s 790   | 1 min 27 s 879   |
| 10                                                                                        | Esteban Ocon      | Force India-Mercedes | 1 min 28 s 279   | 1 min 27 s 843   | 1 min 28 s 194   |
| 11                                                                                        | Nico Hülkenberg   | Renault              | 1 min 28 s 017   | 1 min 27 s 901   |                  |
| 12                                                                                        | Sergio Pérez      | Force India-Mercedes | 1 min 28 s 210   | 1 min 27 s 928   |                  |
| 13                                                                                        | Fernando Alonso   | McLaren-Renault      | 1 min 28 s 187   | 1 min 28 s 139   |                  |
| 14                                                                                        | Pierre Gasly      | Toro Rosso-Honda     | 1 min 28 s 399   | 1 min 28 s 341   |                  |
| 15                                                                                        | Marcus Ericsson   | Sauber-Ferrari       | 1 min 28 s 249   | 1 min 28 s 391   |                  |
| 16                                                                                        | Carlos Sainz Jr.  | Renault              | 1 min 28 s 456   |                  |                  |
| 17                                                                                        | Stoffel Vandoorne | McLaren-Renault      | 1 min 29 s 096   |                  |                  |
| 18                                                                                        | Sergey Sirotkin   | Williams-Mercedes    | 1 min 29 s 252   |                  |                  |
| Temps minimal à réaliser pour la qualification : 1 min 34 s 786 (107 % de 1 min 26 s 585) |                   |                      |                  |                  |                  |
| Nq.                                                                                       | Lance Stroll      | Williams-Mercedes    | Pas de temps     |                  |                  |
| Nq.                                                                                       | Brendon Hartley   | Toro Rosso-Honda     | Forfait          |                  |                  |

### Grille de départ
- Victime d'un violent accident après une rupture de sa suspension avant gauche lors de la troisième session d'essais, Brendon Hartley ne participe pas aux qualifications mais est repêché par les commissaires de course ; il s'élance de la vingtième et dernière place sur la grille[8].
- Victime d'une sortie de piste dans son premier tour lancé, Lance Stroll ne réalise aucun temps lors des qualifications ; repêché par les commissaires de course ; il s'élance de la dix-neuvième place sur la grille[9].

## Course

### Classement de la course
| Pos. | no | Pilote            | Écurie               | Tours | Temps/Abandon                            | Grille  | Points |
| ---- | -- | ----------------- | -------------------- | ----- | ---------------------------------------- | ------- | ------ |
| 1    | 5  | Sebastian Vettel  | Ferrari              | 52    | 1 h 27 min 29 s 784 (209,973 km/h)       | 2       | 25     |
| 2    | 44 | Lewis Hamilton    | Mercedes             | 52    | + 2 s 264                                | 1       | 18     |
| 3    | 7  | Kimi Räikkönen    | Ferrari              | 52    | + 3 s 652                                | 3       | 15     |
| 4    | 77 | Valtteri Bottas   | Mercedes             | 52    | + 8 s 883                                | 4       | 12     |
| 5    | 3  | Daniel Ricciardo  | Red Bull-TAG Heuer   | 52    | + 9 s 500                                | 6       | 10     |
| 6    | 27 | Nico Hülkenberg   | Renault              | 52    | + 28 s 220                               | 11      | 8      |
| 7    | 31 | Esteban Ocon      | Force India-Mercedes | 52    | + 29 s 930                               | 10      | 6      |
| 8    | 14 | Fernando Alonso   | McLaren-Renault      | 52    | + 31 s 115                               | 13      | 4      |
| 9    | 20 | Kevin Magnussen   | Haas-Ferrari         | 52    | + 33 s 188                               | 7       | 2      |
| 10   | 11 | Sergio Pérez      | Force India-Mercedes | 52    | + 34 s 708                               | 12      | 1      |
| 11   | 2  | Stoffel Vandoorne | McLaren-Renault      | 52    | + 35 s 774                               | 17      |        |
| 12   | 18 | Lance Stroll      | Williams-Mercedes    | 52    | + 38 s 106                               | Pitlane |        |
| 13   | 10 | Pierre Gasly      | Toro Rosso-Honda     | 52    | + 39 s 129 (dont 5 secondes de pénalité) | 14      |        |
| 14   | 35 | Sergey Sirotkin   | Williams-Mercedes    | 52    | + 48 s 113                               | Pitlane |        |
| 15   | 33 | Max Verstappen    | Red Bull-TAG Heuer   | 48    | Boîte de vitesses                        | 5       |        |
| Abd. | 55 | Carlos Sainz Jr.  | Renault              | 39    | Accrochage                               | 16      |        |
| Abd. | 8  | Romain Grosjean   | Haas-Ferrari         | 39    | Accrochage                               | 8       |        |
| Abd. | 9  | Marcus Ericsson   | Sauber-Ferrari       | 33    | Accident                                 | 15      |        |
| Abd. | 16 | Charles Leclerc   | Sauber-Ferrari       | 20    | Roue                                     | 9       |        |
| Abd. | 28 | Brendon Hartley   | Toro Rosso-Honda     | 1     | Problème mécanique                       | Pitlane |        |

### Pole position et record du tour
- Pole position :  Lewis Hamilton (Mercedes) en 1 min 25 s 892 (246,910 km/h)[11].
- Meilleur tour en course :  Sebastian Vettel (Ferrari) en 1 min 30 s 696 (233,832 km/h) au quarante-septième tour[12].

### Tours en tête
- Sebastian Vettel (Ferrari) : 38 tours (1-20 / 22-33 / 47-52)[13].
- Valtteri Bottas (Mercedes) : 14 tours (21 / 34-46)

## Classements généraux à l'issue de la course
| Pos. | Pilote            | Écurie               | Points |
| ---- | ----------------- | -------------------- | ------ |
| 1    | Sebastian Vettel  | Ferrari              | 171    |
| 2    | Lewis Hamilton    | Mercedes             | 163    |
| 3    | Kimi Räikkönen    | Ferrari              | 116    |
| 4    | Daniel Ricciardo  | Red Bull-TAG Heuer   | 106    |
| 5    | Valtteri Bottas   | Mercedes             | 104    |
| 6    | Max Verstappen    | Red Bull-TAG Heuer   | 93     |
| 7    | Nico Hülkenberg   | Renault              | 42     |
| 8    | Fernando Alonso   | McLaren-Renault      | 40     |
| 9    | Kevin Magnussen   | Haas-Ferrari         | 39     |
| 10   | Carlos Sainz Jr.  | Renault              | 28     |
| 11   | Esteban Ocon      | Force India-Mercedes | 25     |
| 12   | Sergio Pérez      | Force India-Mercedes | 24     |
| 13   | Pierre Gasly      | Toro Rosso-Honda     | 18     |
| 14   | Charles Leclerc   | Sauber-Ferrari       | 13     |
| 15   | Romain Grosjean   | Haas-Ferrari         | 12     |
| 16   | Stoffel Vandoorne | McLaren-Renault      | 8      |
| 17   | Lance Stroll      | Williams-Mercedes    | 4      |
| 18   | Marcus Ericsson   | Sauber-Ferrari       | 3      |
| 19   | Brendon Hartley   | Toro Rosso-Honda     | 1      |

| Pos. | Écurie               | Points |
| ---- | -------------------- | ------ |
| 1    | Ferrari              | 287    |
| 2    | Mercedes             | 267    |
| 3    | Red Bull-TAG Heuer   | 199    |
| 4    | Renault              | 70     |
| 5    | Haas-Ferrari         | 51     |
| 6    | Force India-Mercedes | 49     |
| 7    | McLaren-Renault      | 48     |
| 8    | Toro Rosso-Honda     | 19     |
| 9    | Sauber-Ferrari       | 16     |
| 10   | Williams-Mercedes    | 4      |

## Statistiques
Le Grand Prix de Grande-Bretagne 2018 représente :
- La 76e pole position de Lewis Hamilton, sa 50e avec Mercedes, sa 6e à Silverstone et la 4e consécutive sur le circuit britannique[16],[17] ;
- la 51e victoire de sa carrière pour Sebastian Vettel[18] ;
- la 233e victoire pour Ferrari en tant que constructeur[19] ;
- la 234e victoire pour Ferrari en tant que motoriste[20].

Au cours de ce Grand Prix :
- Avec un cinquante-et-unième succès, Sebastian Vettel rejoint Alain Prost au troisième rang du palmarès des vainqueurs de Grands Prix[21] ;
- En terminant 8e du Grand Prix, Fernando Alonso marque des points pour la 200e fois de sa carrière[22] ;
- Lewis Hamilton est élu « Pilote du jour » lors d'un vote organisé sur le site officiel de la Formule 1[23] ;
- Sebastian Vettel, souffrant du cou après être passé sur une bosse lors de la troisième session d'essais libres, dispute la course avec du rembourrage à gauche du repose-tête de son habitacle ; il explique après coup que l'adrénaline lui a fait oublier la douleur[24] ;
- Tom Kristensen, nonuple vainqueur des 24 Heures du Mans et sextuple vainqueur des 12 Heures de Sebring a été nommé conseiller par la FIA pour aider dans leurs jugements le groupe des commissaires de course[25].